# Soricinae
Los soricinos (Soricinae) son una subfamilia de mamíferos soricomorfos de la familia Soricidae. El contenido de Soricinae ha sido definido principalmente por Repenning (1967) y modificado por Reumer (1984-1998).

## Tribus
- Anourosoricini, Anderson, 1879.
- Blarinellini, Reumer, 1998.
- Blarinini, Kretzoi, 1965.
- Nectogalini, Anderson, 1879.
- Notiosoricini, Reumer, 1984.
- Soricini, G. Fischer, 1814.